# Українець (газета)
«Українець» — тижневик націоналістичного напрямку (під впливом ЗЧ ОУН).
Виходив у Парижі 1945 — 60, спершу як місячник, з 1946 двотижневик, орган Об'єднання українських робітників у Франції (ОУ РФ), під назвою «Українець у Франції» (редактор І. Попович); з 1947 — тижневик. 1949 змінив назву на «Українець» і того ж року, по злитті з тижневиком «Час» з Фюрту (Західна Німеччина), виходив під назвою «Українець-Час» (редактор Д. Штикало, з 1952 Д. Чайковський, з 1956 — Борис Вітошинський).